# Piltorpe vatten
Piltorpe vatten är en sjö i Uddevalla kommun i Bohuslän och ingår i Bäveån-Örekilsälvens kustområde.